# Fa (Arabische letter)

Fa in geïsoleerde vorm

Fāʾ, فاء, is de 20e letter van het Arabisch alfabet. Hij stamt af van de letter pe uit het Fenicisch alfabet en is daardoor verwant met de Latijnse P, de Griekse pi en de Hebreeuwse pe. Aan de fa kent men de getalswaarde 80 toe.

## Uitspraak
De fa klinkt als de Nederlandse "F" in "feest".

## Variant
Af en toe vindt men in Arabische lexicons een fa met drie punten in plaats van één punt. Deze letter "ve" dient om de juiste uitspraak te waarborgen van de in het Standaardarabisch niet voorkomende v- en w-klanken, die voorkomen in sommige buitenlandse woorden. Een voorbeeld van een dergelijk woord is "service".

## Fa in Unicode
| Unicode Codepoint | U+0641            |
| Unicode-Name      | ARABIC LETTER FEH |
| HTML              | &#1601;           |
| ISO 8859-6        | 0xe1              |

Basisalfabet: ا (alif) · 
ب (ba) · 
ت (ta) · 
ث (tha) · 
ج (jim) ·
ح (ḥa) ·
خ (kha) ·
د (dal) ·
ذ (dhal) ·
ر (ra) ·
ز (zai) ·
س (sin) ·
ش (sjin) ·
ص (ṣad) ·
ض (ḍad) ·
ط (ṭah) ·
ظ (ẓa) ·
ع (ain) ·
غ (gain) ·
ف (fa) ·
ق (qaf) ·
ك (kaf) ·
ل (lam) ·
م (mim) ·
ن (nun) ·
ه (ha) ·
و (waw) ·
ي (ya)
Aanvullende tekens: ء (hamza) ·
آ (alif madda) ·
ة (tāʾ marbūṭa) ·
ى (alif maqṣūra) ·
لا (lām-alif)
Klinkertekens: fatḥa ·
kasra ·
ḍamma ·
shadda ·
sukūn ·
waṣla